# Leptataspis alahana
Leptataspis alahana är en insektsart som beskrevs av Jacobi 1921. Leptataspis alahana ingår i släktet Leptataspis och familjen spottstritar. Inga underarter finns listade i Catalogue of Life.